# Nikolai Fraiture
Nikolai Philippe Fraiture (Nueva York, 13 de noviembre de 1978) es un musico y compositor francés nacido en Estados Unidos y también ascendencia rusa. el es conocido por ser el bajista en la banda The Strokes originada en Nueva York. Su madre era profesora y su padre guardia de seguridad. Fraiture quizás sea el único Stroke que no tuvo una infancia privilegiada y significante -él y otros cinco parientes vivían todos en un apartamento de veinte estancias-. Tiene una hermana llamada Elizabeth, 13 años más joven que él y un hermano mayor llamado Pierre.
Asistió al jardín de infancia y a la escuela primaria con su mejor amigo y futuro compañero de banda Julian Casablancas. Más tarde, asistió al Instituto Francés de Nueva York (Lycée Français of New York).
A pesar de que Fraiture ha estado interesado en la música desde la niñez, sólo comenzó a tocar el bajo a los 19 años. Su abuelo le había comprado uno como regalo de graduación, pero Fraiture se lo regaló a Casablancas. No fue sino hasta un año después, cuando contrajo la fiebre manchada (Rocky Mountain Spotted Fever) en un albergue juvenil de Nueva Orleans, que comenzó a tocar seriamente. Para ese entonces, asistía ya al Hunter College con el futuro compañero de banda Nick Valensi, quien escribió un artículo sobre Fraiture lidiando con la enfermedad en el periódico escolar. Poco tiempo después, se unió a la banda de sus amigos Casablancas, y Fabrizio Moretti. Conoció a Albert Hammond Jr. en posteriores encuentros.

## Vida privada
Fraiture está casado con una mujer inglesa llamada Ilona, con la cual ha tenido una hija, Elysia, nacida en el verano de 2004. De todos los Strokes, es a menudo considerado el más callado. Reside en Nueva York y a menudo se le ve andando o en bicicleta por la zona.
Toca un Fender Jazz Bass (el mismo modelo que su abuelo le compró) y en ocasiones un Rickenbacker y también un Music Man StingRay.

## Trabajo como solista
Nikolai ha finalizado recientemente el que será su primer trabajo en solitario, Nickel Eye. Cuando decidieron tener un descanso los miembros de The Strokes, Nikolai se enfocó en el projecto de Nickel Eye, sacando su primer y único disco titulado "The Time of the Assassins". y que cuenta con la ayuda de South (banda del Reino Unido) y las colaboraciones especiales de Regina Spektor y Nick Zinner de los Yeah Yeah Yeahs entre otros. Fraiture se inspiró en algunos de sus artistas favoritos como Neil Young, Leonard Cohen, Frank Black y The Kinks. "The Time of the Assassins" salió a la venta el 27 de enero de 2009.

## Bajos y reproducción de graves
Su trabajo con el bajo aparece muy destacado en muchas de las canciones Strokes y se describe como la fuerza motriz que lleva la melodía o el coro. Los ejemplos más notables serían en su álbum debut Is This It en donde muchas de las canciones están construidas alrededor del bajo. Jared Followill, bajista de Kings Of Leon cita a Nikolai como su principal influencia, y que "Is This It" fue una de las razones principales por las que quería entrar en una banda, él dice, "La canción fue una de las líneas de bajo que aprendí primero... Yo tenía sólo 15 en el momento. "
Nikolai toca una variedad de bajos, pero generalmente se ve tocando su Fender Jazz Bass en coloración Sunburst, También ha utilizado un blanco y negro Rickenbacker (como el del video de Last Nite), un Music Man Stingray (como en el video de Juicebox) y un Fender Precision Bass (visto como su copia de seguridad durante las actuaciones en vivo). Utiliza un amplificador Ampeg SVT Classic para la mayoría del trabajo en vivo y tiene una página de artista en el sitio web de Ampeg.

### Contribución a The Strokes
Aunque Julian es el cantante principal y escritor de The Strokes, Nikolai ha contribuido al proceso de composición también. Ha coescrito la canción "Reptilia" en el álbum Room on Fire, "Killing Lies" en First Impressions Of Earth y obtuvo su primer crédito de composición completa en el álbum Angles (2011) donde escribió la canción "You're So Right". También compuso junto a Julian Casablancas "Tap Out" y "Slow Animals" en el quinto trabajo discográfico de la banda, Comedown Machine.